# Ambassade de France au Costa Rica
L'ambassade de France au Costa Rica est la représentation diplomatique de la République française auprès de la république du Costa Rica. Elle est située à proximité de San José, la capitale du pays, et son ambassadrice est, depuis 2022, Alexandra Bellayer-Roille.

## Ambassade
L'ambassade est située dans le canton de Curridabat, à l'est de la ville de San José, près du canton de Montes de Oca. Elle accueille aussi une section consulaire.

## Ambassadeurs
| De   | À    | Ambassadeur                        |
| ---- | ---- | ---------------------------------- |
| 1944 | 1945 | Gilbert Medioni,                   |
| 1945 | 1947 | Marc Millon de Peillon,            |
| 1947 | 1951 | Jacques Coiffard,                  |
| 1951 | 1956 | Michel Leroy-Beaulieu              |
| 1956 | 1958 | Albert Chambon                     |
| 1958 | 1965 | Philippe Périer                    |
| 1965 | 1970 | Maurice Perrin                     |
| 1970 | 1972 | Yves Debroise                      |
| 1972 | 1976 | Charles de Guyon de Pampelonne (d) |
| 1976 | 1980 | Richard de Dampierre               |
| 1980 | 1982 | Michel Dondenne                    |
| 1982 | 1985 | Jean-Louis Marfaing                |
| 1985 | 1988 | Pierre Sarazin                     |
| 1988 | 1991 | Daniel Guilhou                     |
| 1991 | 1993 | Hélène Dubois                      |
| 1993 | 1996 | Jean-Claude Moreau                 |
| 1996 | 1999 | Pierre Boillot                     |
| 1999 | 2002 | Nicole Tramond                     |
| 2002 | 2005 | Norbert Carrasco-Saulnier          |
| 2005 | 2008 | Jean-Paul Monchau                  |
| 2008 | 2013 | Fabrice Delloye                    |
| 2013 | 2016 | Jean-Baptiste Chauvin              |
| 2016 | 2019 | Thierry Vankerk-Hoven              |
| 2019 | 2022 | Philippe Vinogradoff               |
| 2022 | auj. | Alexandra Bellayer-Roille          |

## Relations diplomatiques
De 1945 à 1951, la France désignait des ambassadeurs au Centre-Amérique, qui couvraient les Républiques du Costa Rica, du Guatemala, du Honduras, du Nicaragua et du Salvador. À partir de 1951, chacun de ces pays a accrédité un ambassadeur distinct, représentant de la France.

## Consulats

### Communauté française
Au 31 décembre 2016, 2 668 Français sont inscrits sur le registre consulaire au Costa Rica, principalement établis dans la province de San José ou sur les côtes touristiques. 
| 2001 | 2002 | 2003  | 2004  |
| ---- | ---- | ----- | ----- |
| 889  | 919  | 1 046 | 1 238 |

| 2005  | 2006  | 2007  | 2008  |
| ----- | ----- | ----- | ----- |
| 1 344 | 1 534 | 1 492 | 1 659 |

| 2009  | 2010  | 2011  | 2012  |
| ----- | ----- | ----- | ----- |
| 1 699 | 1 946 | 2 093 | 2 156 |

| 2013  | 2014  | 2015  | 2016  |
| ----- | ----- | ----- | ----- |
| 2 253 | 2 482 | 2 557 | 2 668 |

### Circonscriptions électorales
Depuis la loi du 22 juillet 2013 réformant la représentation des Français établis hors de France avec la mise en place de conseils consulaires au sein des missions diplomatiques, les ressortissants français d'une circonscription recouvrant le Costa Rica, le Honduras et le Nicaragua élisent pour six ans trois conseillers consulaires. Ces derniers ont trois rôles : 
1. ils sont des élus de proximité pour les Français de l'étranger ;
2. ils appartiennent à l'une des quinze circonscriptions qui élisent en leur sein les membres de l'Assemblée des Français de l'étranger ;
3. ils intègrent le collège électoral qui élit les sénateurs représentant les Français établis hors de France.

Pour l'élection à l'Assemblée des Français de l'étranger, le Costa Rica appartenait jusqu'en 2014 à la circonscription électorale de Mexico, comprenant aussi le Belize, le Guatemala, le Honduras, le Mexique, le Nicaragua, Panama et le Salvador, et désignant trois sièges. Le Costa Rica appartient désormais à la circonscription électorale « Amérique Latine et Caraïbes » dont le chef-lieu est São Paulo et qui désigne sept de ses 49 conseillers consulaires pour siéger parmi les 90 membres de l'Assemblée des Français de l'étranger.
Pour l'élection des députés des Français de l’étranger, le Costa Rica dépend de la 2e circonscription.